# Raposa (Maranhão)
Raposa es un municipio brasileño del estado del Maranhão. Se localiza en la microrregión de la Aglomeración Urbana de São Luís, Mesorregión del Norte Maranhense. El municipio tiene 25.837 habitantes (Estimativa 2009) y 64 km². 
La ciudad, la capital São Luís, Paço del Lumiar y São José de Ribamar son los cuatro municipios de la Isla de São Luís.